# Оливия Холт
Оливия Хейстингс Холт (на английски: Olivia Holt) е американска актриса и певица.
Участва в киното на „Дисни“: сериалите „Братя по карате“ и „Не бях аз“, филма „Лов на чудовища“ (2012), както и в сериала „Плащ и кинжал“ (2018 – 2019), в който играе ролята на Танди Боуен.
Холт има озвучаващи роли във филмите „Камбанка и легендата за приказния звяр“ (2014), „Гномчета вкъщи“ (2017); участва и в игралните филми Class Rank (2017), „Статус подновен“ (2018).

## Биография
Родена е в семейството на Марк и Ким Холт в Джърмантаун, щата Тенеси на 5 август 1997 г. Има 2 братя и сестри. Когато е на 3-годишна възраст, семейството ѝ се премества в щата Мисисипи. Мести се със семейството си в Лос Анджелис през 2011 г. Израствайки, ходи на уроци по гимнастика 7 години.
Холт започва актьорската си кариера в местни театрални постановки. Започва да се появява в телевизионни реклами на 10-годишна възраст за продукти, включително Hasbro, Mattel, Bratz и други.
Притежавайки умения в гимнастиката, Холт участва в сериала на Дисни „Братя по карате“, чиято премиера е на 13 юни 2011 г. Играе ролята на Ким като главен герой в сериала от сезод 1 до сезон 3 и като специален гост в 3 епизода в сезон 4. Участва в оригиналния филм на Disney Channel „Лов на чудовища“, играейки главната роля на Скайлар Луис – тийнейджър, който открива, че членовете на семейството отдавна работят като ловци на чудовища, а тя е следващата по ред. Напуска сериала „Братя по карате“, за да участва в половинчасовия сериал „Не бях аз“, чиято премиера е на 17 януари 2014 г. Сериалът приключва на 16 октомври 2015 г., след 2 сезона. През януари 2017 г. Холт е избрана за ролята на Танди Боуен в сериала „Плащ и кинжал“ на Марвел.
През ноември 2014 г. Холт влиза в актьорския състав на драмата „По-различна, също като мен“. Филмът е пуснат през октомври 2017 г. През май 2016 г. е обявено, че тя ще участва заедно с Рос Линч във филма „Статус подновен“.
Холт записва 3 песни за филма „Лов на чудовища“ от 2012 г. Печели музикалната награда на Radio Disney за най-добра песен с „Had Me @ Hello“, която участва във филма. През октомври 2014 г. Холт подписва договор за запис с „Hollywood Records“. Дебютният ѝ сингъл „Phoenix“ излиза на 13 май 2016 г.
|  | Тази страница частично или изцяло представлява превод на страницата Olivia Holt в Уикипедия на английски. Оригиналният текст, както и този превод, са защитени от Лиценза „Криейтив Комънс – Признание – Споделяне на споделеното“, а за съдържание, създадено преди юни 2009 година – от Лиценза за свободна документация на ГНУ. Прегледайте историята на редакциите на оригиналната страница, както и на преводната страница, за да видите списъка на съавторите. ВАЖНО: Този шаблон се отнася единствено до авторските права върху съдържанието на статията. Добавянето му не отменя изискването да се посочват конкретни източници на твърденията, които да бъдат благонадеждни. |